# Hayata Komatsu
Hayata Komatsu (født 7. november 1997) er en japansk fodboldspiller, som spiller for den japanske fodboldklub FC Ryukyu.